# Escola de Música Eastman
A Escola de Música Eastman (Inglês: Eastman School of Music, também simplesmente Eastman) é a escola de música da Universidade de Rochester, nos Estados Unidos. Foi estabelecido em 1921 pelo empresário e filantropo George Eastman.
Eastman é uma das instituições mais prestigiosas da música do mundo. Localiza-se no centro de Rochester, Nova Iorque. Tem atingido prominência internacional pelos seus maiores níveis. A escola foi estabelecida em 1921 por George Eastman, fundador do Eastman Kodak Company. Há mais de 900 estudantes na escola (em incluir 400 estudantes graduados.) Aproximadamente 25% dos estudantes são de países estrangeiros.[carece de fontes?]